# Surena (robô)
Surena (em persa: Surenā) é uma série de robôs humanoides iranianos, nomeados em homenagem ao general parto Surena. O projeto teve início na Universidade de Teerã em 2007 e desde então várias versões do robô humanoide têm sido lançadas, como o Surena I (2008), Surena II (2010), Surena III (2015) e Surena Mini (2017). Os robôs Surena têm várias habilidades como andar, dançar, chutar bolas e interagir com humanos.

## Versões

### Surena I

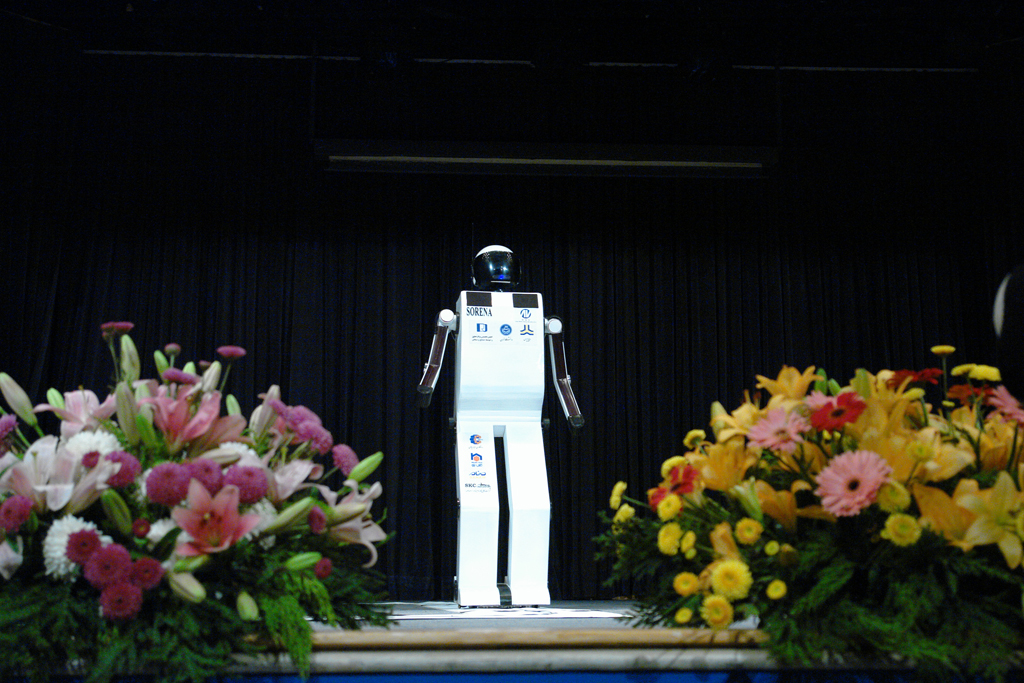
Surena I tinha apenas 8 graus de liberdade

O projeto SURENA I foi iniciado no Centro de Veículos Avançados (em inglês "Center for Advanced Vehicles", CAV), na Universidade de Teerã, com apoio financeiro da Sociedade Iraniana de R&D em indústrias e minas. Esta primeira versão do robô tinha apenas 8 graus de liberdade, podia falar textos predefinidos e ser controlado remotamente. Surena I foi lançado em 2008 e tinha 165 centímetros de altura e pesava 60 kg, tendo assim aproximadamente o tamanho de uma pessoa adulta. Apesar de ter aparência humanoide com duas pernas e dois braços, seus membros tinham poucas articulações e Surena I se locomovia usando rodas localizadas nas solas de seus pés, o que na época não se comparava ao grau de sofisticação de robôs como Asimo, da Honda.

### Surena II

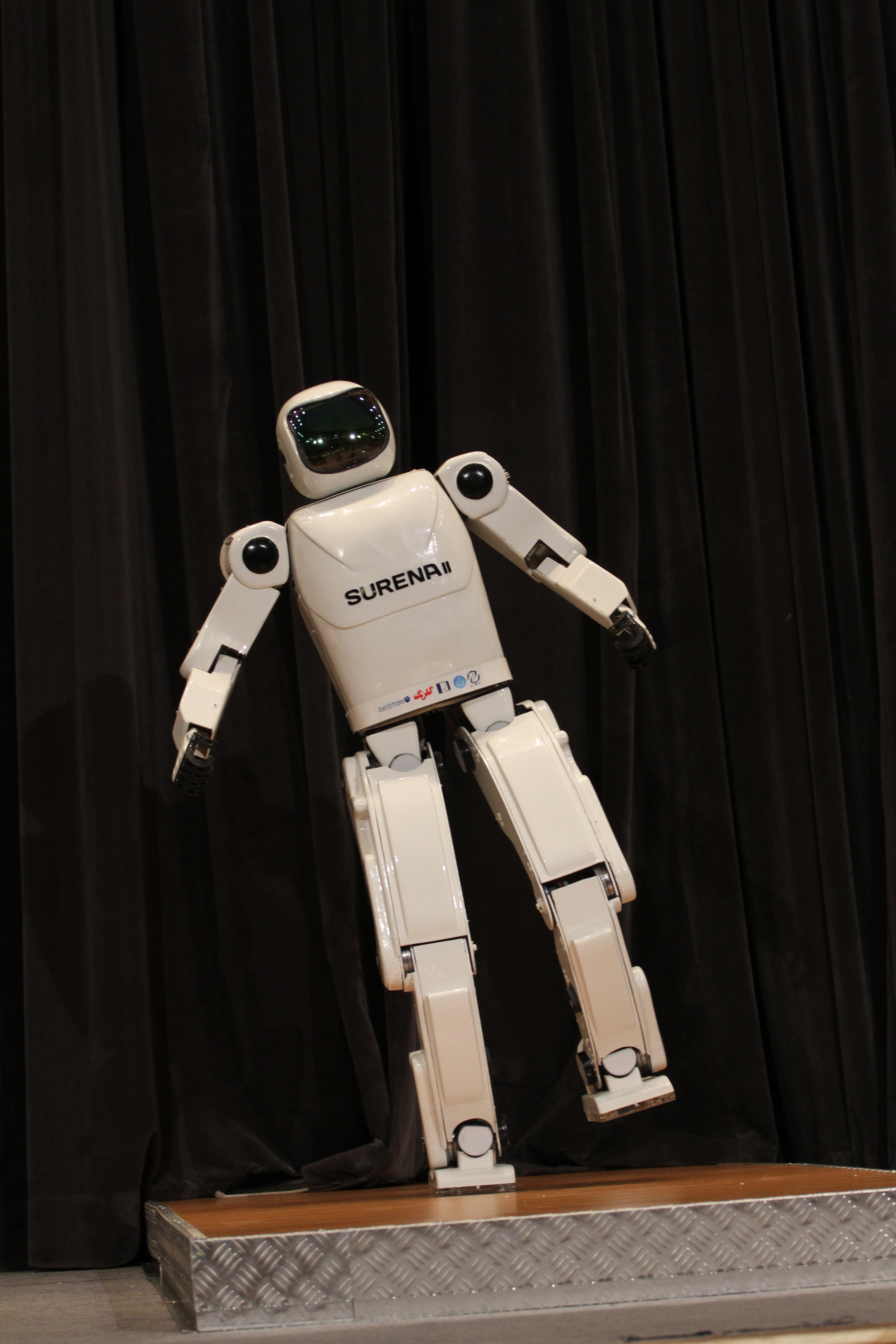
Surena II dançando

A segunda versão, Surena II tinha várias melhorias em relação à versão antecessora, como a habilidade de caminhar através do movimento das pernas e até se equilibrar em uma perna só. O professor Aghil Yousefi-Koma, líder do projeto Surena na Universidade de Teerã, disse que o objetivo do projeto era explorar "tanto os aspectos teóricos quanto os aspectos experimentais de locomoção bípede". Surena II era um pouco menor que seu antecessor, com 145 cm de altura e pesando 45 kg, mas com 22 graus de liberdade, 14 a mais que Surena I. O robô foi apresentado ao público pelo então presidente iraniano Mahmood Ahmadinejad como parte das comemorações do "Dia da Indústria e das Minas" em julho de 2010 e tornou-se um símbolo da indústria robótica do país.

### Surena III
Surena III foi lançado em 2015 pela equipe do Centro para Sistemas e Tecnologias Avançadas (CAST na sigla em inglês) da Universidade de Teerã e mais de 70 pesquisadores de várias instituições iranianas estiveram envolvidos no projeto. Surena III tem 31 graus de liberdade e a seus controles, velocidade e inteligência foram significativamente melhorados. Esta versão inclui vários sensores, incluindo um Kinect para realizar visão 3D, e o uso do Robot Operating System (ROS) em seu software. Esta versão é consideravelmente maior que as anteriores, com 190 cm e 98 kg.

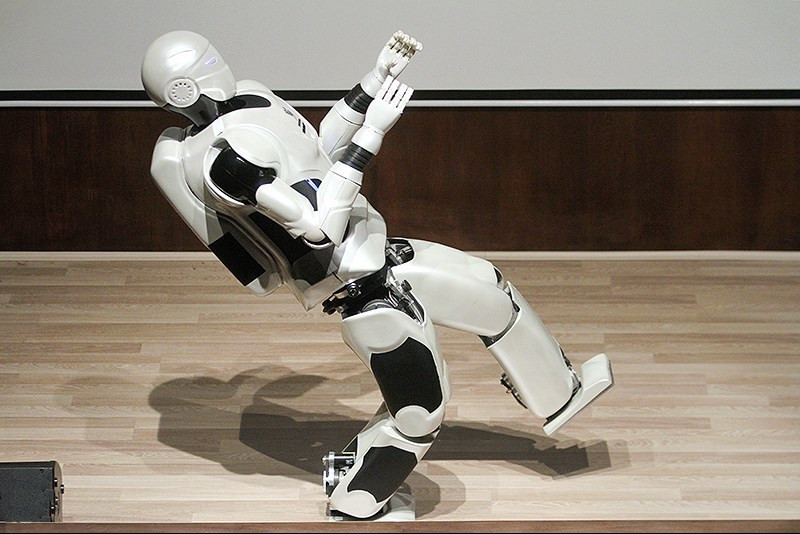
Surena III em sua cerimônia de lançamento

### Surena Mini
Em 2017, o time do projeto Surena lançou uma versão menor do robô chamada Surena Mini, com apenas 50 cm de altura e 3,4 kg. Seu corpo pode ser feito com uma impressora 3D e seus 20 graus de liberdades são movidos por servomotores. Embora os robôs com tamanho adulto sejam voltados para pesquisa, Surena Mini é um produto vendido por aproximadamente 8000 dólares para ser utilizado em educação. Surena mini pode dançar e fazer movimentos de caratê.